# Sydney Wilson
Sydney Wilson (* 6. April 1990 in Southend-on-Sea, Essex) ist ein englischer Snookerspieler.

## Karriere
Bereits als Dreijähriger hatte Sydney Wilson erstmals ein Queue in der Hand und wurde insbesondere von seinem Vater unterstützt. Später bekam er Unterricht von Vic Harris, einem ehemaligen Profispieler. Als Teenager maß er sich mit den besten Spielern seines Jahrgangs und gewann mehrere Jugendturniere. Mit 15 Jahren trat er erstmals bei einem PIOS-Turnier an, bei denen sich von 2005 bis 2010 Amateurspieler für die Snooker Main Tour qualifizieren konnten. Er nahm an allen fünf Spielzeiten teil und steigerte sich von Jahr zu Jahr. Sein bestes Ergebnis war eine Achtelfinalteilnahme im Jahr 2009. Aufgrund fehlender finanzieller Möglichkeiten musste er seinen eigenen Snookertisch verkaufen und konnte sich kein beständiges Training leisten. Trotzdem trat er ab 2011 auch beim Nachfolgeturnier, der Q School, an und spielte in der Saison 2011/12 auch bei sieben der zwölf Turniere der Players Tour Championship.
Im Jahr darauf gelang ihm mit einem Sieg über Gerard Greene in der ersten Hauptrunde des PTC-Turniers in Gloucester sein bis dahin größter Erfolg. In der Q School verpasste er zweimal um einen Sieg den Finaleinzug. Damit kam er aber immerhin in den Kreis der Amateure, die in der Snooker-Saison 2013/14 die freien Plätze in der Qualifikation für die Weltranglistenturniere besetzen durften. Zwar verlief die Saison mit acht Auftaktniederlagen nicht sehr erfolgreich, er sammelte jedoch viel Erfahrung und trat auch bei der Players Tour Championship bei fast allen Turnieren auf dem europäischen Kontinent an. Durch eine erneute Halbfinalteilnahme in der Q School am Ende der Saison sicherte er sich weitere Qualifikationsteilnahmen bei Weltranglistenturnieren in der folgenden Saison.
Die Saison 2014/15 begann ähnlich wie die Vorsaison mit Erstrundenniederlagen und frühem Ausscheiden bei PTC-Turnieren. Erst beim German Masters 2015 gelang ihm zum zweiten Mal in seiner Karriere ein Sieg über einen aktuellen Profi bei einem Ranglistenturnier. Er besiegte Anthony Hamilton mit 5:3 und gewann sein bis dahin höchstes Preisgeld von 1250 £. In der ersten Runde der Q School 2015 besiegte er dann unter anderem die Ex-Profis Marcus Campbell und im Gruppenfinale Chen Zhe. Damit erhielt er den Profistatus und die Teilnahmeberechtigung an den Turnieren der Main Tour in den folgenden beiden Spielzeiten. In dieser Zeit musste sich Wilson aber fast ausschließlich mit frühen Niederlagen zufriedengeben und konnte nur knapp ein Viertel seiner Profispiele gewinnen. Zeitweise immerhin auf Rang 80 der Weltrangliste geführt, war Wilson nach zwei Jahren nur 100. der Welt und verlor so seinen Platz auf der Profitour wieder.
Die nächsten Jahren waren von Wilsons konstanten Versuchen geprägt, auf die Profitour zurückzukehren. Oftmals probierte er über die Q School sein Glück, nutzte aber auch andere, neue Qualifikationswege wie die wieder eingeführte Challenge Tour, die spätere WPBSA Q Tour. Bei einem Großteil seiner Anläufe verpasste Wilson sein Ziel deutlich, konnte aber vereinzelte Achtungserfolge setzen. 2020 stand er im Finale des neunten Events der Challenge Tour 2019/20, ein Jahr zuvor hatte er bei der Q School die Rückkehr auf die Profitour nur wegen einer Niederlage gegen Fraser Patrick im entscheidenden Spiel verpasst. Zu Beginn der 2020er etablierte sich Wilson auch als einer der führenden Spieler der englischen Amateurtour.
Sydney Wilson trainiert im Stepfields Club in Witham, wo auch Allister Carter zuhause ist.